# Tanja Windbüchler-Souschill

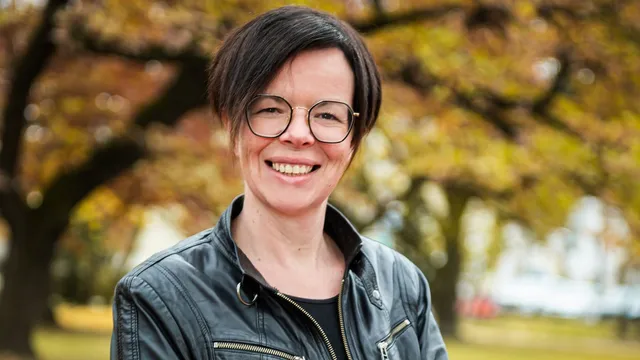
Tanja Windbüchler-Souschill (2021)

Tanja Windbüchler-Souschill (* 6. November 1976 in Wiener Neustadt, Niederösterreich) ist eine ehemalige österreichische Politikerin der Grünen und Sozialarbeiterin. Von 2008 bis 2017 war sie Abgeordnete zum Nationalrat. Von 2020 bis Frühjahr 2022 war sie Stadträtin in Wiener Neustadt.

## Schulbildung und Studium
Tanja Windbüchler-Souschill besuchte die Volksschule Otto-Glöckel in Wiener Neustadt und wechselte danach an das Bundesrealgymnasium Gröhrmühlgasse, wo sie 1995 mit der Matura abschloss. Sie war Unterstützerin bei der Errichtung des Jugendkulturhauses Triebwerk in Wiener Neustadt, engagierte sich als junge Erwachsene in der Anti-NATO-Szene und Anti-Atom-Szene und war Geschäftsführerin der ARGE Wehrdienstverweigerung und Gewaltfreiheit in Wien. 2004 diplomierte sie an der Akademie für Soziale Arbeit in Wien 21 (heute: FH Campus Wien). Sie arbeitete als Sozialarbeiterin im Opferschutz für das Frauenhaus und die Interventionsstelle gegen Gewalt in der Familie.

## Berufliche und politische Laufbahn
Tanja Windbüchler-Souschill wurde Mitglied der Grünen Wiener Neustadt im Jahre 2004, in der darauffolgenden Kommunalwahl im Frühjahr 2005 zog sie in den Gemeinderat der Stadt Wiener Neustadt ein. Sie wurde Fraktionssprecherin und engagierte sich in der Folgezeit stark in der Landesorganisation der Grünen Niederösterreich.
Bei der Wahl der Grünen Reststimmenliste in Niederösterreich für die Nationalratswahl 2008 am 10. August 2008 kandidierte Tanja Windbüchler-Souschill auf dem zweiten Listenplatz und besiegte in einer Kampfabstimmung Brigid Weinzinger knapp. In der Legislaturperiode ab 2008 war sie als Sprecherin des Grünen Klubs für Kinder, Jugend und Zivildienst zuständig.
Am 18. März 2012 bestätigten die niederösterreichischen Grünen Tanja Windbüchler-Souschill als Kandidatin für den Nationalrat auf Listenplatz 2 der niederösterreichischen Landesliste, bei der Nationalratswahl im September 2013 ist sie wieder in den Nationalrat eingezogen. In der Legislaturperiode 2013–2018 war sie außenpolitische Sprecherin der grünen Nationalratsfraktion.  Im Frühjahr 2017 wurde bekannt, dass sie nicht mehr für den Nationalrat kandidiert.
Mit Wirkung zum 1. Januar 2014 legte sie ihr Mandat im Gemeinderat Wiener Neustadt zurück, um sich auf ihr mittlerweile errungenes Mandat im Nationalrat zu konzentrieren. Zur Gemeinderatswahl am 25. Jänner 2015 kandidierte sie hingegen erneut als Spitzenkandidatin der Grünen Wiener Neustadt. Sie setzte die Teilnahme der Grünen-Fraktion an der „bunten Stadtregierung Wiener Neustadt“ bestehend aus ÖVP, FPÖ, zwei Bürgerlisten und den Grünen gegen Widerstände in ihrer eigenen Partei durch.
Nach der Gemeinderatswahl 2020 wurde sie Stadträtin in Wiener Neustadt für das Ressort Veterinär. Im Frühjahr 2022 gab sie aus beruflichen Gründen ihre Position als Stadträtin auf und verblieb als einfaches Mitglied im Gemeinderat von Wiener Neustadt. Tanja Windbüchler-Souschill verließ den Gemeinderat Ende Mai 2024.

## Persönliches
Tanja Windbüchler-Souschill ist verheiratet mit Paul Souschill, der bis ca. 2010 Mitarbeiter des Landesbüros der Grünen Niederösterreich war. Tanja Windbüchler-Souschill hat zwei Kinder.

## Auszeichnungen
- 2019: Großes Goldenes Ehrenzeichen für Verdienste um die Republik Österreich[6]